# Marc Caron
Pour les articles homonymes, voir Caron.
Marc Caron (né le 1er juin 1954 à Montréal au Québec) était un officier d'infanterie de l'Armée canadienne des Forces armées canadiennes. Il fut le chef d'état-major de l'Armée de terre de 2005 à 2006.

## Biographie
Joseph Henri Paul Marc Caron est né à Montréal au Québec le 1er juin 1954. Il est diplômé d'un baccalauréat en science politique de l'Université d'Ottawa.
Il s'enrôla dans les Forces armées canadiennes en octobre 1971 et reçut sa commission d'officier en mai 1973. Il servit avec le 3e Bataillon du Royal 22e Régiment à partir de mai 1973, avec le 1er Commando aéroporté à Chypre à partir d'avril 1974, avec le 1er Bataillon du Royal 22e Régiment à Lahr en Allemagne à partir d'août 1976 et avec le Royal Welch Fusiliers à Lemgo en Allemagne à partir de janvier 1978. Il devint un étudiant du Royal Military College of Science (en) à Shrivenham en Angleterre en 1981 et du Collège de commandement et d'état-major de la Force terrestre (en) à Kingston en Ontario en 1982.
En août 1982, Marc Caron devint un commandant de compagnie au sein du 3e Bataillon du Royal 22e Régiment au Québec avant de devenir, en 1984, un étudiant au Collège d'état-major des Forces canadiennes à Toronto en Ontario. Il devint commandant du 3e Bataillon du Royal 22e Régiment au Québec en 1988. Il étudia à l'United States Army War College en 1994. Il devint le chef d'état-major de la Kosovo Verification Mission (en) de l'Organisation pour la sécurité et la coopération en Europe dans la République fédérale de Yougoslavie en novembre 1998.
Il fut nommé commandant du Secteur du Québec de la Force terrestre (maintenant la 2e Division du Canada) en juillet 2000. Il fut le chef d'état-major de l'Armée de terre par intérim à partir de novembre 2003 et le chef d'état-major de l'Armée de terre à partir de février 2005.
Il prit sa retraite des Forces armées canadiennes en juin 2006 et alla travailler pour le Centre pour le contrôle démocratique des forces armées.

## Annexe